# ミゲル・ナバーロ
ミゲル・アンヘル・ナバーロ・サラテ（Miguel Ángel Navarro Zárate . 1999年2月26日 - ）は、ベネズエラ・スリア州マラカイボ出身のプロサッカー選手。MLSのシカゴ・ファイアーFCに所属している。ポジションはDF。

## 来歴
2017年に地元のJBLスリアのトップチームに昇格。同年7月16日の国内リーグ戦のデポルティーボ・ララ戦でプロデビュー。同年シーズンは1年目ながらリーグ戦19試合で先発出場。2018年1月2日にデポルティーボ・ラ・グアイラに移籍。新天地でも先発に定着し、2019年4月23日のアカデミア・プエルト・カベージョ戦でプロ初ゴールを記録。同年シーズンはリーグ戦29試合に先発出場した。
2020年1月27日、MLSのシカゴ・ファイアーFCと2022年までの契約を結んだ。

## 代表経歴
2019年にチリで開催された南米ユース選手権に、U-20のベネズエラ代表として出場した。